# Федоровка (Ульяновская область)
Федоровка — деревня в Николаевском районе Ульяновской области России. Входит в состав Николаевского городского поселения.

## География
Деревня находится в юго-западной части Ульяновской области, в лесостепной зоне, в пределах Приволжской возвышенности, к северу от автотрассы М5, к северу от Николаевки, административного центра района. Абсолютная высота — 153 м над уровнем моря.                                                                                                                  
Климат
Климат характеризуется как умеренно континентальный, с тёплым летом и умеренно холодной зимой. Среднегодовая температура воздуха — 10 °С. Средняя температура воздуха самого тёплого месяца (июля) — 19,2 °C (абсолютный максимум — 41 °C); самого холодного (января) — −13,3 °C (абсолютный минимум — −48 °C). Продолжительность безморозного периода составляет в среднем 202 дня. Среднегодовое количество атмосферных осадков составляет 455—530 мм, из которых большая часть выпадает в период с апреля по сентябрь. Снежный покров образуется в конце ноября и держится в течение 128 дней.
Часовой пояс
Деревня Федоровка, как и вся Ульяновская область, находится в часовой зоне МСК+1. Смещение применяемого времени относительно UTC составляет +4:00.

## Население
| 1859 | 1884 | 1900 | 1911  | 1996 | 2010 |
| ---- | ---- | ---- | ----- | ---- | ---- |
| 175  | ↗225 | ↗295 | ↗2377 | ↘161 | ↗201 |

Национальный состав
Согласно результатам переписи 2002 года, в национальной структуре населения русские составляли 81 % из 176 чел.